# Amerigo Vespucci (veleiro)
O Amerigo Vespucci é um veleiro da Marinha Italiana, onde desempenha a função de navio-escola. Foi projetado pelo Tenente-coronel do Corpo de Engenharia Naval, Francesco Rotundi, e construído em 1930. Em 15 de outubro de 1931, no porto de Gênova, recebeu a bandeira de combate, nas mãos de seu primeiro comandante, Augusto Radicati di Marmorito.